# Арий Дидим
Арий Дидим (др.-греч. Ἄρειος, I в. до н. э. — I в. н.э) — философ-стоик, гражданин Александрии, ментор римского императора Октавиана Августа, который ценил философа столь высоко, что после завоевания Александрии пощадил город ради Ария. Арий также имел двух сыновей, Дионисия и Никанора, которые учили Августа философии. Он часто упоминается у Фемистия, который говорит, что Август ценил Ария не меньше, чем Агриппу. От Квинтилиана известно, что Арий также учил или писал о риторике. Предположительно, он тот самый «Арий», чьё жизнеописание содержала утраченная заключительная часть книги VII Диогена Лаэртского.
Ария Дидима считают тем Арием, труды которого цитирует Стобей, подводя итоги философских школ стоицизма, перипатетиков и платоников. Полное имя Арий Дидим нам известно от Евсевия Кесарийского, который цитирует два продолжительных отрывка из трудов Ария о его воззрениях о Боге, космическом пожаре и душе.

## Фрагменты
- Арий Дидим. Этический компендий (академики, стоики, перипатетики). Пер. В. Б. Черниговского. // Человек, 2005. № 5. С. 70-80; № 6. С.96-110; 2006. 1-4.